# Chlorocnemis montana
Chlorocnemis montana é uma espécie de libelinha da família Protoneuridae.
Pode ser encontrada nos seguintes países: Malawi e Tanzânia.
Os seus habitats naturais são: rios e nascentes de água doce.
Está ameaçada por perda de habitat.